# Анаклаза
Анакла́за (тж. анакла́зис; др.-греч. ἀνάκλασις, изгиб, поворачивание, поворот) в античном стихе — перемена местами соседних долгого и краткого слогов в некоторых метрах, например, у Анакреонта вместо группы U— U— встречается —U U—. 
Античными поэтами приём использовался для достижения эффекта «перебоя ритма». Холиямб (т. н. хромой ямб), изобретение которого приписывается Гиппонакту (2-я пол. VI в. до н. э.), является шестистопным ямбом с последней стопой в анаклазе: U—́¦U—|U—́¦U—|U—́¦U— → U—́¦U—|U—́¦U—|U—́¦—U.
В силлабо-тоническом стихе анаклазой называется конфликт естественного и метрического ударений. Она проявляет себя в том, что метрический акцент падает на безударный слог. Например, в стихе Abgesetzt wurd' ich. Eure Gnaden weiß (Ф. Шиллер. Die Piccolomini II, 7) метрическое ударение падает на второй слог первого слова, в то время как он по природе безударный. Ритмический конфликт может быть намеренным, в случае когда поэт хочет выделить таким образом метрически акцентируемое слово, а также во избежание ритмической монотонии, например, в ямбе: Und sah: ihres Gefühles grüne Rute (Р.М. Рильке. Abisag). В немецком стиховедении анаклазу в силлабо-тоническом стихе принято отличать от подвижного ударения (schwebende Betonung), когда метрическое ударение противоречит естественному ударению в словосочетании, но не противоречит естественному ударению акцентируемого слова, например. Fühl' ich..., вместо правильного Fühl' ich...